# Дадаев, Феликс Гаджиевич
Феликс Гаджиевич Дадаев (род. 4 марта 1923) — юморист, заслуженный артист РСФСР (1988), народный артист Дагестанской АССР (1986). В течение длительного времени исполнитель роли И. В. Сталина в кинохронике (Двойник Сталина), о чём известно исключительно из рассказов самого г-на Дадаева, каких-либо достоверных подтверждений этому не представлено.

## Биография
Родился в 1923 году в Дагестане. С 1939 года артист Государственного ансамбля песни и танца Украинской ССР.
Участник фронтовой бригады в 1941—1945 годах.
С 1946 года в составе концертных бригад при штабе Дальневосточного военного округа; с 1957 г. в Москонцерте.
Участник и автор концертной программы сада Эрмитаж в 1957—1977 годах. По утверждению самого Дадаева, в течение длительного времени он был двойником И. В. Сталина. Все сведения были засекречены, и о его существовании знали только несколько сотрудников спецслужб. Рассекретили архивы только в 1996 году.
Профессор Академии проблем безопасности, обороны и правопорядка, вице-президент Международной академии духовного единства народов мира.

## Творческая деятельность
- Автор ряда литературных произведений, в том числе «Слезы матерей», множества фельетонов, реприз, драматургических произведений
- Автор и исполнитель сольных концертов «Говорит автор», «Юмор — эликсир долголетия»

## Звания
- Заслуженный артист РСФСР (1988)
- Народный артист Дагестанской АССР (1986)
- Почётный гражданин многих городов России и бывшего СССР
- Отличник погранвойск, отличник МВД, отличник военного шефства
- Профессор Академии проблем безопасности, обороны и правопорядка
- Вице-президент Международной Академии духовного единства Народов Мира (недоступная ссылка)

## Награды
- Два ордена Красной Звезды
- Орден Отечественной войны 1-й степени
- Орден Отечественной войны 2-й степени
- Орден Петра Великого 1-й степени — за выдающиеся заслуги и большой личный вклад в развитие и укрепление Государства Российского (2004)
- награды иностранных государств, грамоты.